# Afzelia peturei
Espèce
Afzelia peturei est une espèce de plantes à fleurs dicotylédones de la famille des Fabaceae, sous-famille des Caesalpinioideae, originaire d'Afrique tropicale. 